# Діловий етикет
Етикет — система правил поведінки в громадських місцях при контактах з іншими людьми.
Слово «етикет» (від фр. Etiquette) походить від назви карток — «етикеток», які у Франції за Людовіка XIV роздавали на світських прийомах. На них були викладені правила поведінки, за дотриманням яких стежили церемоніймейстери.
Сучасний етикет визначає норми поведінки в різних обставинах: на вулиці, на роботі, в гостях, на офіційних прийомах. Існує кілька різновидів етикету: дипломатичний, загальногромадянський, службовий, діловий, професійний. Найбільш офіційними є дипломатичний і придворний. Професійний — регулює виконання обов'язків представників будь-якої професії.

## Етикет вітань
Сукупність правил первісного міжособистісної взаємодії, що стосуються зовнішнього прояву ставлення до людей.
При всій простоті правил взаємних привітань і уявлень вони вимагають певних знань і достатньої уваги. У сучасному діловому етикеті вироблені деякі правила щодо знайомства і привітань в залежності від статі, віку і посади людей, а також від того, чи знаходяться вони в групі або поодинці. Первинне правило вітання полягає в тому, що в будь-якій ситуації воно повинно показувати вашу прихильність і доброзичливість. На характері вітання не повинно позначатися ваш настрій або негативне ставлення до іншої людини.
У процесі взаємин можуть складатися різні ситуації, що мають специфіку вітання, представлення один одному або рукостискання. Ця специфіка виражається головним чином у тому, хто володіє правом або зобов'язаний бути першим у зазначених діях.

## Етикет представлень
Існує ряд загальноприйнятих правил етикету, яких необхідно дотримуватися при представленнях і знайомствах. Так, чоловік, незалежно від віку і положення, завжди представляється жінці першим. Молодших за віком або службовим становищем чоловіків і жінок слід представляти більш старшим, а не навпаки. При рівному становищі (ранзі) більш молодий представляється більш літньому, підлеглий - начальнику, одна людина представляється парі, групі, суспільству, навіть жінка представляється подружній парі першою.
Коли в суспільстві (гостях) представляють одну людину відразу декільком, зазвичай голосно називають його прізвище, ім'я. Представлений відважує легкий уклін всьому суспільству. Кланятися кожному окремо не прийнято.
Якщо чоловік в момент подання сидить, він зобов'язаний встати. Жінка може не вставати, за винятком тих випадків, коли її представляють дамі значно старшій за віком або положенням.
Будь-яке представлення супроводжується легким поклоном. Слід уникати глибоких поклонів, різких рухів і клацання підборами.
Після представлення людина, якій представляють нового знайомого, називає своє прізвище і додає "Дуже приємно". "Радий з вами познайомитися". Той, кого представляють, говорити цього в момент подання не повинен. Нові знайомі, як правило, обмінюються кількома словами, вступають в нетривалу бесіду. Ініціатором такої розмови є людина, старший за рангом і положенням, чи жінка.
До жінки переважно звертаються по прізвищу чоловіка. У важко виголошуваних і складних іменах можна обійтися і без цього, вживши міжнародну форму "мадам".
Членів своєї сім'ї представляють, як правило, не називаючи їхніх прізвищ, наприклад: "Федір Степанович, дозвольте представити Вам мого сина Івана".
У гостях, на вечорах, вечерях та інших подібних заходах для представлення краще вдаватися до допомоги посередника з числа знайомих гостей або членів сім'ї господаря. Проте якщо немає людини, яка могла б вас представити, можна представитися самому. Якщо хто-небудь представляється вам, у відповідь слід назвати своє прізвище.

## Етикет знайомства
Якщо хтось знайомить двох людей, він повинен сам їх представити. Не можна підвести їх один до одного і сказати: "Познайомтеся", зобов'язуючи їх самих назвати себе. Це не ввічливо.
Якщо треба познайомити жінку з чоловіком, слід сказати, звертаючись до жінки, наприклад: "Василино Іванівно, дозвольте представити Вам Олега Святославовича" або "Дозвольте Вас познайомити: це Олег Святославович".
При зверненні до офіційних осіб, що мають державний статус або військове, дипломатичне, релігійне звання, як правило обходяться без згадування імені. Кажуть: "Пане президенте", "Пане прем'єр-міністре", "Пане генерале" (не називаючи повного чину, скажімо "генерал-майор", "генерал-лейтенант" і т.д.). Етикет передбачає і таку примітну деталь: звертаючись до офіційної особи, звичайно її трохи "підвищують" на посаді. Так, підполковника іменують "пан полковник", посланника - "пан посол", заступника міністра - "пан міністр". При поданні військовослужбовців вказується їх військове звання, наприклад: "Товаришу (пане) генерале, дозвольте представити Вам полковника Кузенка".
У тому випадку, якщо представляючий знайомить людей одного віку й статі, він повинен представити менш знайому йому людину більш знайомій.

## Етикет рукостискань
Після представлення нові знайомі обмінюються вітаннями й у більшості випадків рукостисканнями. Першим руку подає той, кому представляється новий знайомий. Подавати руку слід в останній момент, йти з простягнутою рукою або обмінюватися рукостисканням через стіл не прийнято.
Якщо жінка або старший за рангом (становищем) віком не пропонує руки, слід злегка вклонитися. Протягувати замість руки кілька пальців чи кінчики пальців нетактовно. Як правило, слід протягувати для рукостискання праву руку. Якщо вона з якоїсь причини зайнята або ушкоджена (у пов'язці), можна простягнути ліву руку, але попередньо вибачившись.
Рукостискання не повинно бути занадто сильним чи, навпаки, надмірно слабким. Трясти руку непристойно, не рекомендується і потискати її двома руками.
Хоча рукостискання і стало звичним і стандартним ритуалом, воно може передати ставлення людей один до одного. Перший варіант - ви відчуваєте, що людина як би домінує над вами, т. Е. Намагається вами управляти і треба бути з ним обережніше. Це відбувається тому, що його рука спрямована вниз по відношенню до вашої руці і ви відчуваєте досить сильний тиск. Як правило, така людина перший простягає руку для рукостискання. Другий варіант - людина простягає руку так, що його долоня дивиться вгору і таким чином він дає вам зрозуміти, що готовий підкорятися і визнає ваше лідерство. Третій варіант - руки рухаються паралельно один до одного і вертикально по відношенню до площини підлоги. Тиск долонь також приблизно однакове. Це відносини рівності, партнерства.
Існують певні правила етикету не тільки щодо форм привітань, але й умов, в яких найбільш доцільно застосовувати ту чи іншу форму. Молоді зобов'язані вітати старших першими, так само як чоловік - жінку, особи молодшого рангу (службового становища) - старших, запізнюється - очікує, що входить - присутніх і т.д. Проте жінка, входячи в кімнату, де вже зібралися гості, повинна першою вітати всіх присутніх, не чекаючи, коли з привітаннями до неї звернуться чоловіки. Чоловіки ж, у свою чергу, не повинні чекати, коли жінка підійде до них і привітається. Краще, якщо чоловіки піднімуться і підуть їй назустріч. Йдучи, жінка повинна також першою прощатися. Особам рівного рангу, віку, положення можна порекомендувати слідувати поради, висловленої графом А.А.Ігнатьєвим, автором відомої книги "50 років у строю"; "З двох офіцерів, що мають однакове звання, першим вітається той, хто більш ввічливий і вихований". До речі, це положення міститься у французькому військовому статуті минулих часів.
Входячи в приміщення, в якому є проголошення господарем гості, людина повинна привітатися з кожним присутнім окремо або з усіма відразу. Підходячи до столу, привітати всіх присутніх і, займаючи своє місце, ще раз привітатися з сусідами по столу. При цьому руку подавати в обох випадках необов'язково.
На офіційних прийомах в першу чергу вітають господиню або господаря, після них дам, спочатку більш літніх, потім - молодих; після цього - більш літніх і старших за положенням чоловіків, а потім решти гостей. Господиня і господар повинні потиснути руку всім гостям, запрошеним в свій будинок.
Велике значення при вітаннях має манера триматися. На людину, з якою вітаєшся, слід дивитися прямо, з посмішкою. Несприятливе враження справляє людина, яка, простягаючи праву руку для вітання, ліву руку тримає в кишені, дивиться вбік, вниз або продовжує розмовляти з іншою людиною. Така неввічливість не розташовує до продовження знайомства.
Сидячий чоловік, вітаючи даму або старшого за віком або рангом (становишем), повинен обов'язково встати. Якщо він вітає осіб, які проходять повз, не вступаючи з ними в розмову, він може не вставати, а лише підвестися.
Якщо зустрічаються подружні пари, то спочатку жінки вітаються одна з одною, потім чоловіки вітають жінок, і лише після цього чоловіки вітають один одного.
Першою вітається жінка, що йде в товаристві чоловіка, з жінкою, яка йде (або стоїть) на самоті.
Жінка першою вітає чоловіка, якщо вона його обганяє.
На вулиці першу кланяється проходить чоловік стоїть.
Вітаючи знайому жінку на вулиці, чоловік повинен підняти капелюх або кепі (але не зимову шапку). Якщо вітання супроводжується рукостисканням, чоловік повинен зняти рукавичку, а жінка може її не знімати, оскільки рукавички (шовкові, тканинні, лайкові), сумка, шарф, головний убір є частиною дамського туалету. Однак теплу шкіряну рукавичку рекомендується знімати й жінці.
Жінці на знак вітання ніколи не цілують руку на вулиці: роблять це тільки в приміщенні.
У ліфті не подаються, але в присутності дами чоловіки знімають капелюх.
При зверненні до незнайомої людини завжди слід говорити "Ви". На "ти" можна звертатися лише до близьких людей, рідних, родичів (якщо вони молодші чи ваші ровесники), дітей та друзів. У ряді іноземних мов, зокрема, в англійській взагалі немає звернення на "ти".
Вербальний етикет допускає так само застосування різних психологічних прийомів, таких як, наприклад, форм напуття і короткої оцінки спілкування. Це словесні обороти типу: «Удачі Вам», «Бажаю успіху», «Приємно було зустрітися».
Якщо ви звертаєтеся до незнайомої людини з якимось проханням, обов'язково використовуйте вступні слова: "Вибачте", "Будьте ласкаві", "Дозвольте" тощо.
При вітанні та прощанні, крім слів «Добрий день» і «До побачення», бажано приєднання імені та по батькові співрозмовника, особливо, якщо він займає по відношенню до вас підлегле становище.
Якщо дозволяють умови і час бесіди, можливий обмін нейтральними фразами: «Як справи?» - "Дякую, все добре"
На закінчення слід зазначити, що в етикеті немає дрібниць, тому завжди треба прагнути до прояву максимальної ввічливості та дотримання загальноприйнятих правил і норм поведінки й спілкування.

## Дресс код
В останні роки багато міжнародних компаній стали вводити для своїх співробітників DRESS-CODE - набір вимог до одягу і один із зовнішніх проявів корпоративної культури організації. Стосовно до діловому середовищі дрес-код розуміється як стиль одягу, рекомендований і обов'язковий не тільки для носіння в офісі та під час проведення ділових переговорів, але для неформального спілкування з колегами.
Це поняття ще недавно мало відношення лише до західного способу життя. Тепер воно стало актуально і для української дійсності. У багатьох великих компаніях дрес-код регламентований до дрібниць - від кольору сорочки та костюма до висоти підборів та якості аксесуарів. На невеликих же підприємствах йдеться про діловий стиль в загальних рисах, що визначає швидше заборонені предмети гардероба. Офісний стиль одягу слід вибирати виходячи не з загальноприйнятих норм і правил, а з моралі, що панують в офісі.
У загальному вигляді прийнято розрізняти наступні коди:
- Court dress (придворні сукні, диктується відповідним двором);
- Formal (Full formal, Full dress, Formal attire) - жінкам бальні сукні, чоловікам вдень Morning dress - світлий (за винятком похорону) фрак або костюм зі світлими жилетом та краваткою, увечері White tie - чорний фрак з білим метеликом;
- Semi-formal (Smoking, Le Smoking) - жінкам коктейльні вечірні сукні, чоловікам смокінг з темним метеликом (вдень може знадобитися Stroller - трохи менш формальний різновид Morning dress);
- Informal (Cocktail (old-style) or Business attire) - ділові костюми.
- Smart casual (Business casual (old-style), Cocktail (new style), Executive Casual, Corporate Casual) - жінкам слакси, джинси або спідниця з блузою або гольфом, припустимі модний ремінь, піджак, куртка або светр залежно від загального стилю , черевики або туфлі на середніх підборах взуваються на колготки, панчохи або шкарпетки. Допустимі прикраси, такі, як сережки, але вони, як і все інше, повинні гармоніювати з усім іншим костюмом. Чоловікам штани (іноді джинси) і сорочка з довгим рукавом (можна без краватки), вільні туфлі типу мокасин, взуті на шкарпетки для носіння з костюмом, ремінь обов'язковий. Можлива спортивна куртка (Не вітровка).
- Business casual (Dressy, Resort Casual, Country Club, Casual chic, Semi-casual, Neat casual) -жінкам капрі, довгі шорти або тканинні штани (зазвичай не джинси або штани з важкої бавовняної тканини) з поло; чоловікам сорочка або поло та бавовняні штани з ременем і вільними туфлями, взутими на шкарпетки.